# Dedo IV di Wettin
Dedo IV (1086 – 26 dicembre 1124) fu conte di Wettin e margravio della Bassa Lusazia della stirpe dei Wettin.

## Biografia
Era il figlio maggiore di Thimo, conte di Brehna, e di Ida di Northeim, figlia del duca Ottone II di Baviera.
Dedo sposò Berta di Groitzsch († 16 giugno 1144), figlia di Wiprecht di Groitzsch. Il matrimonio non fu felice e Dedo ripudiò la moglie. Come espiazione, intraprese un pellegrinaggio a Gerusalemme e promosse la fondazione di un monastero. In seguito, per volere dei vescovi, riprese con sé la moglie.
Nel 1124 Dedo IV fondò l'abbazia di Petersberg, nei pressi di Halle, utilizzando i propri diritti ecclesiastici e assicurando la sepoltura della famiglia agli Agostiniani, di cui divenne poi anche Vogt. Lasciò il completamento degli edifici al fratello minore Corrado per intraprendere il pellegrinaggio in Terra Santa; durante il viaggio di ritorno si ammalò gravemente.
Mandò in madrepatria, per mezzo di un messaggero, un frammento della croce di Cristo incastonato in argento e morì. Questa reliquia venne a lungo esposta nell'abbazia di Petersberg; l'altare del monastero aveva una nicchia corrispondente.
Dopo la morte di Dedo, la moglie Berta donò a Dedo V, figlio di Corrado, la contea di Groitzsch e i Vogten della città imperiale di Zwickau, che aveva ricevuto in dote da suo padre per il matrimonio. Dopo la morte del marito, Dedo V si era preso cura di lei come se fosse sua figlia.

## Famiglia e figli
Dedo IV sposò Berta di Groitzsch; fu un matrimonio piuttosto infelice, ed i due ebbero una sola figlia:
- Matilde († 1152), che sposò il conte Rapoto di Abenberg (1122–1172) nel 1143[5].